# Macowanites luteiroseus
Macowanites luteiroseus är en svampart som beskrevs av Bougher 1997. Macowanites luteiroseus ingår i släktet Macowanites och familjen kremlor och riskor.   Inga underarter finns listade i Catalogue of Life.